# Charles d'Houdetot
Charles-Ile de France d’Houdetot (6 juillet 1786 Pamplemousses, Maurice - 5 octobre 1866 château de Carlepont, Oise) est un général et homme politique  français.

## Biographie
Il est le fils de César Louis Marie François Ange d'Houdetot et de sa seconde femme Constance-Joséphine Céré. 
À quinze ans, il entre dans la marine, comme novice. Il participe à plusieurs combats de la flottille de Boulogne-sur-Mer. Embarqué sur L'Algésiras, il combat à la bataille du Cap Finisterre le  21 juillet 1805 et est grièvement blessé  le 21 octobre à Trafalgar. 
En 1809, il passe dans l'armée de terre comme lieutenant au 1er régiment de chasseurs à cheval. Il se bat à Wagram et prend part comme capitaine à la campagne de Russie, au sein du 1er corps de la Grande Armée sous le maréchal prince d'Eckmulh dont il devient aide-de-camp. Une action d'éclat lui vaut le grade de chef d'escadron et la croix de la Légion d'honneur. 
Il reste attaché au maréchal pendant la campagne de 1813 et la défense de Hambourg, et rentre avec lui en France. En 1815, il le suit à l'armée de la Loire. Après avoir été plusieurs années sans activité, il intègre le corps royal d'état-major et reçoit la croix de Saint-Louis.
En 1823 il sert en Espagne sous les ordres du maréchal Lauriston et est nommé lieutenant-colonel et officier de la Légion d'Honneur. En 1826, il entre comme aide-de-camp dans la maison du duc d'Orléans, futur  roi Louis-Philippe. Il est colonel en 1830, maréchal-de-camp en 1836, et grand-officier de la Légion d'honneur en 1840.
Il participe aux campagnes d'Afrique où il commande une division. Il reçoit la charge de former les chasseurs à pied. Ses idées sur l'habillement, l'armement et les manœuvres de ce corps sont accueillies avec une approbation unanime et l'essai réussit si bien que la création de dix bataillons, sous le nom de chasseurs d'Orléans, est immédiatement décidée : ce nombre est plus tard porté à vingt. 
Élu en 1837 par l'arrondissement de Bayeux député du Calvados, il siège jusqu'à la révolution de 1848. En 1842, il est nommé lieutenant général. Mis à la retraite par le gouvernement de la République avec le grade de général de division, il reste attaché et dévoué à Louis-Philippe et à la famille d'Orléans jusqu'à sa mort.

## Sources
- « Charles d'Houdetot », dans Adolphe Robert et Gaston Cougny, Dictionnaire des parlementaires français, Edgar Bourloton, 1889-1891 [détail de l’édition]